# C6H5N3O5
化学式C6H5N3O5的化合物（摩尔质量：199.12 g/mol）可以指：
- 苦氨酸，CAS号：96-91-3
- 2,4-二硝基苯基羟胺，CAS号：17508-17-7

|  | 这个同类索引页列出了具有相同分子式的化学物（即同分異構體）条目。 除非您是有意链接至本页，否则应将相应条目的内部链接指向正确的条目。 |